# Scopiblepta albicosta
Scopiblepta albicosta là một loài bướm đêm trong họ Noctuidae.